# المصنعة (ريمة)
المصنعة هي إحدى قرى الجمهورية اليمنية. تتبع جغرافيا لمحافظة ريمة وإداريًا لمديرية مزهر بمحافظة ريمة اليمنية، بلغ تعداد سكانها 2382 نسمة حسب إحصاء اليمن لعام 2004.